# Coptomia propinqua
Coptomia propinqua är en skalbaggsart som beskrevs av Waterhouse 1878. Coptomia propinqua ingår i släktet Coptomia och familjen Cetoniidae.

## Underarter
Arten delas in i följande underarter:
- C. p. rufipes
- C. p. laserei
- C. p. clementi